# Mariä Himmelfahrt zu St. Leonhard (Aigen am Inn)

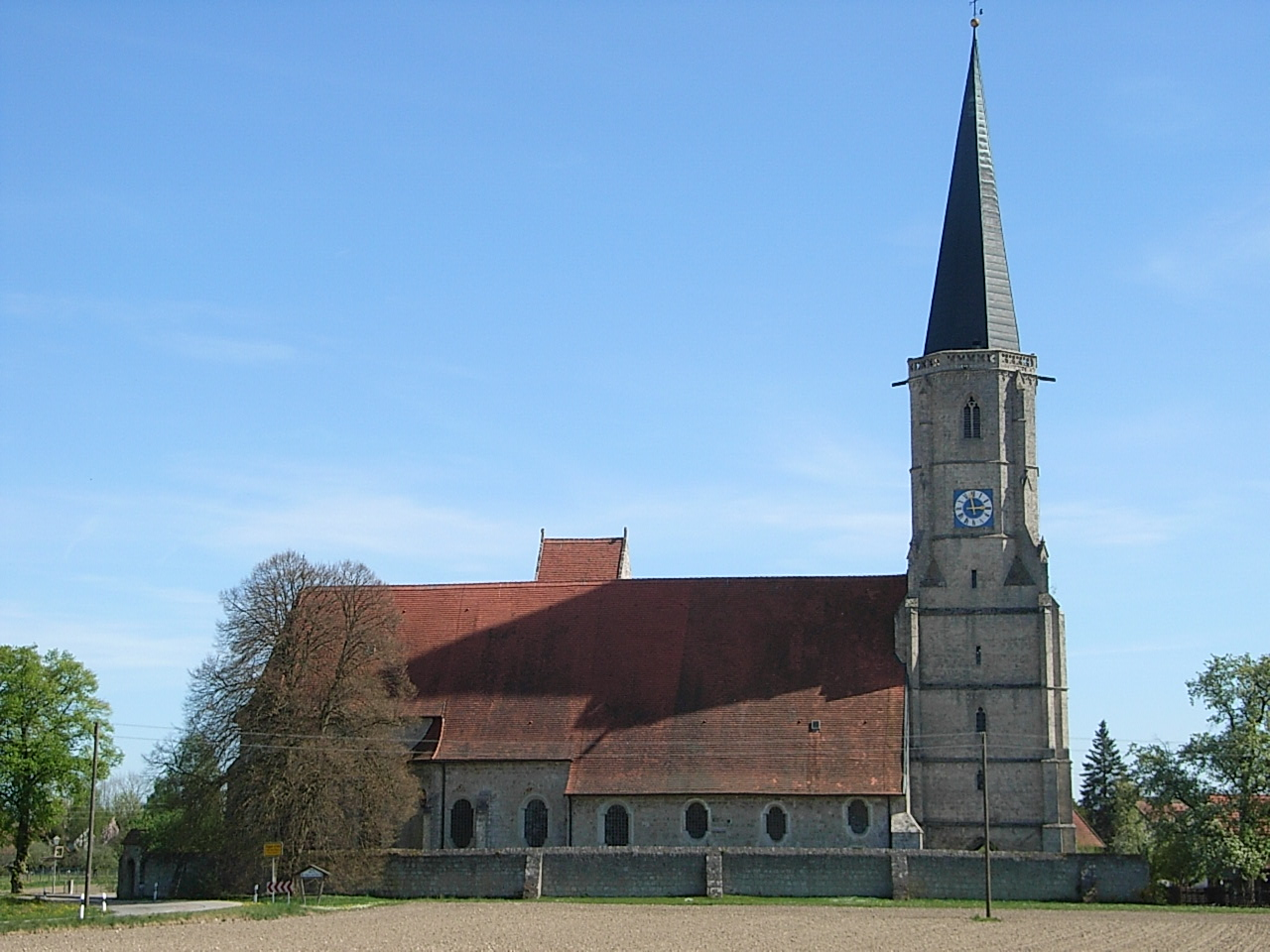
Außenansicht der Kirche

Die katholische Wallfahrtskirche Mariä Himmelfahrt zu St. Leonhard ist ein denkmalgeschütztes Kirchengebäude in Aigen am Inn, einem Ortsteil der Gemeinde Bad Füssing im Landkreis Passau (Bayern). Das mächtige Gebäude ist von einer wuchtigen Tuffsteinmauer umschlossen.

Grundriss

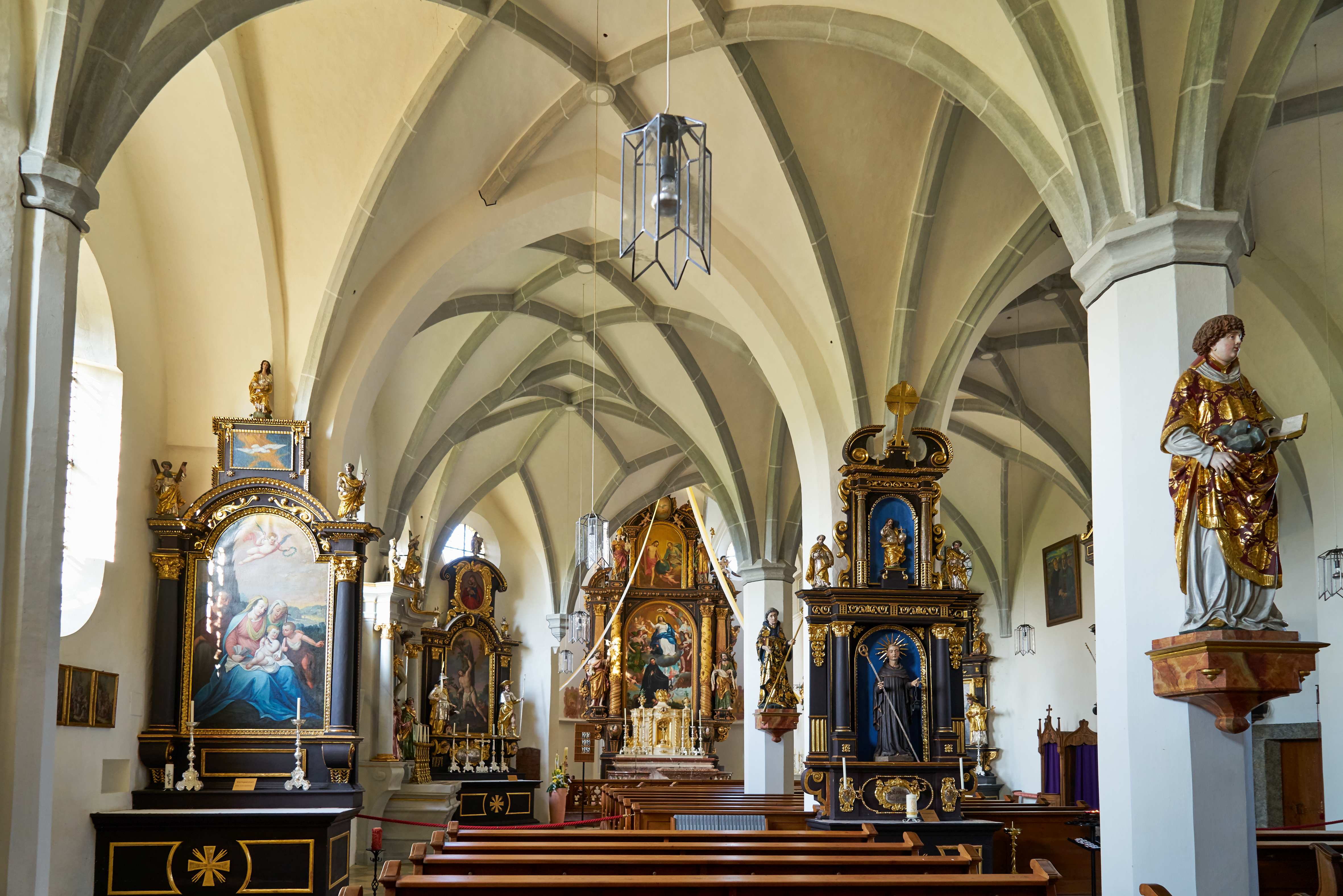
Blick vom Nordschiff in den Chor

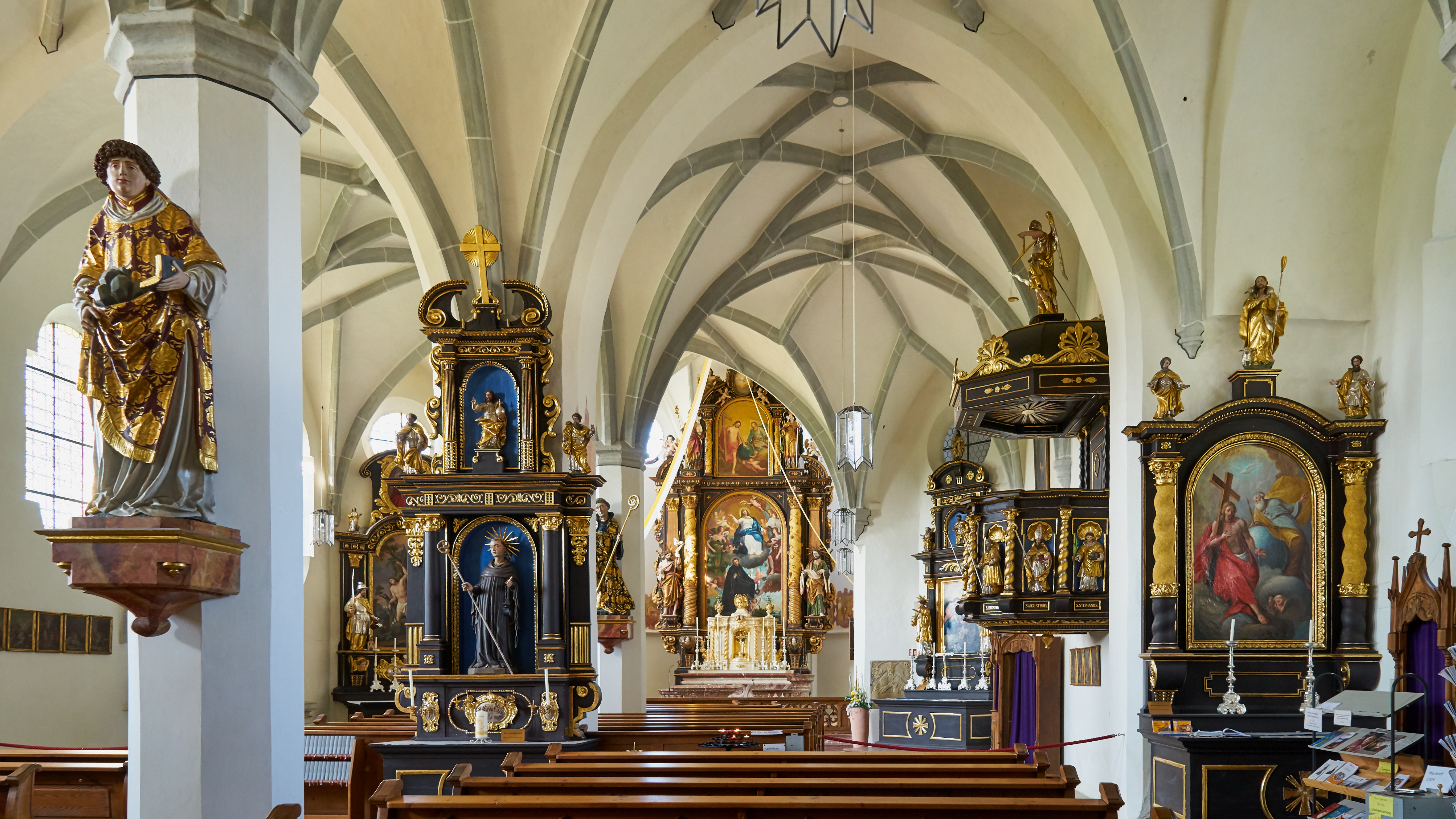
Blick vom Südschiff in den Chor

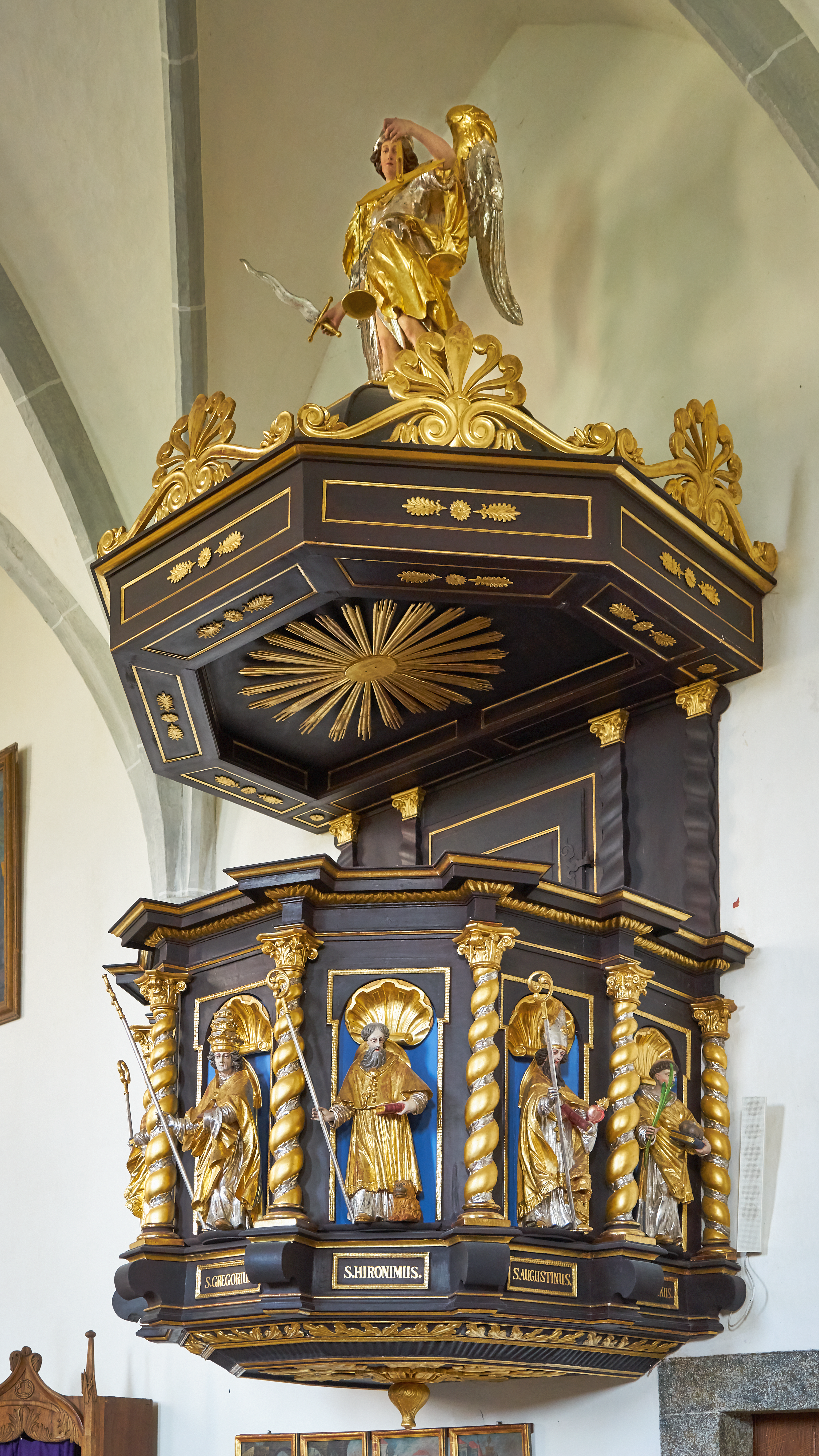
Kanzel

Figur des heiligen Stephanus

## Geschichte
Der Vorgängerbau war wohl eine Kapelle aus dem 13. Jahrhundert für das Gnadenbild des St. Leonhard. Der Turm dieser Kapelle ist der heutige Südturm, er steht im Kontrast zum übrigen Bau.

### Außenbau
Der übrige Bau wurde um 1500 errichtet. Auch der gotische Westturm mit niedrigem, sterngewölbtem Vorraum stammt aus dieser Zeit. Die zweischiffige Hallenkirche mit vier Jochen schließt sich an den Turm an, der Chor ist eingezogen. Die Fenster wurden im 17. Jahrhundert barock verändert. Der spätgotische Westturm ist 60 Meter hoch, die unteren vier Geschosse stehen über einem quadratischen Grundriss, darüber befinden sich drei achteckige Geschosse. Der bekrönende Spitzhelm ist 19 Meter hoch. Das untere Geschoss öffnet sich nach Süden und Norden mit Spitzbögen, es ist mit einem Netzgewölbe ausgestattet. Die darauf folgenden Geschosse sind mit Kreuzrippengewölben ausgestattet. Der quadratische Teil des Turmes wird an je zwei Seiten durch Strebepfeiler gestützt. Der achteckige Teil des Turmes ist durch eine Brüstung abgeschlossen, die Schlaguhr wurde 1683 eingebaut. Die mächtige Mauer, die die Kirche umschließt, deutet in diesem Fall nicht auf eine Wehrkirche hin, sondern ist eine verstärkte Darstellung der Kette des Leońhard, wie man es auch von Kettenkirchen kennt.

### Innenraum
Die zweischiffige gotische Hallenkirche ist im niederbayrischen Raum selten. Im Chor und im Langhaus sind Netzgewölbe zu sehen, die Gewölbe des Hauptschiffes ruhen auf vier oktogonen Mittelpfeilern. Die spätgotische Empore ist mit einem Kreuzrippengewölbe ausgestattet, die Empore wurde in der Barockzeit um fast eine Jochlänge in das Hauptschiff erweitert. Die Fenster sind barock verändert, einzig die beiden Nordfenster sind noch spitzbogig. Über dem Südportal, an der Südseite des Langhauses, ist ein romanisches Rundbogenfenster erhalten. An den Ostwänden im Chor sind zwei Fresken zu sehen, sie haben noch die barocken Ornamenteinfassungen und wurden in der zweiten Hälfte des 17. Jahrhunderts gemalt.

## Ausstattung
Die Ausstattung ist zum großen Teil barock.

### Hochaltar
Der Hochaltar besitzt einen stattlichen Aufbau, er stammt aus der Zeit um 1646. Auf dem zentralen großen Altarbild ist die Himmelfahrt Mariens dargestellt. Das Altarblatt ist von rebenumrankten Säulen, Engelsköpfen und gekerbten Pilastern umrahmt. Die seitlichen Figuren sind lebensgroß, sie zeigen den heiligen Johannes den Täufer mit Kreuzstab und Lamm und den Apostel Bartholomäus mit Messer und abgezogener Haut. Im Aufsatzbild und in der darüber befindlichen Kartusche ist die Dreifaltigkeit dargestellt. Als Seitenfiguren flankieren die Heiligen Blasius und Wolfgang. Der Antritt des Altares ist von einer Balustrade aus Marmor umfasst, sie ist eine Arbeit des Steinmetzmeisters Adam Stumpfegger aus Salzburg. Der gefällige Rokokotabernakel wurde 1764 zugefügt.

### Seitenaltäre
Die beiden Seitenaltäre stammen, so wie der Hochaltar, aus der Mitte des 17. Jahrhunderts. Sie sind links und rechts vor dem Chorraum über Eck aufgestellt. Der rechte Altar ist dem hl. Antonius, der linke dem hl. Sebastian geweiht. Beide Altäre sind mit pixit Seb. Haas a Griesbach 1837 bezeichnet.

### Nebenaltäre
Sechs Nebenaltäre erhielten 1836 eine neue Fassung, derzeit stehen vier Nebenaltäre im Haus. Der Kreuzaltar von 1777 steht an der Nordwand des Langhauses, die anderen stehen am großen Mittelpfeiler, zwei davon zeigen in den Altarblättern die Heilige Dreifaltigkeit und die Heilige Familie, sie wurden von Sebastian Haas gemalt.
Der dritte Altar am Mittelpfeiler ist mit einer Figur des hl. Leonhard aus dem frühen 15. Jahrhundert ausgestattet.

### Figuren
Zwei lebensgroße Holzfiguren stellen den hl. Leonhard und den hl. Stephanus dar. Leonhard trägt einen schwarz-goldenen Mantel, einen Abtsstab und ein Buch. Stephanus ist der Patron der im Ort stehenden Pfarrkirche, er ist bodenständig dargestellt. Leonhard ist eine Arbeit von 1480, Stephanus stammt aus der Zeit um 1500, die Schnitzer der Figuren sind nicht bekannt. Über dem Südportal steht eine Figurengruppe, sie zeigt den hl. Martin mit dem Bettler zu seinen Füßen.

### Schatzkammer
Die Schatzkammer ist im Untergeschoss des Südturmes untergebracht, hier werden die Eisenopfer aufbewahrt. Votivgaben, darunter fünf Würdinger, Eisenklötze in menschlicher Form. Diese Würdinger stammen aus dem 16. Jahrhundert, vermutlich handelt es sich hierbei um Votivgaben der Edler von Würding.

### Sonstige Ausstattung
- Im Turm hängen vier Glocken, die älteste wurde 1575 gegossen, die anderen drei um 1700.[5]
- Die Kanzel wurde 1836 renoviert.
- Im Chor und am Chorbogen sind etliche Grabplatten aus Kalkstein und rotem Marmor in die Wände eingelassen, sie erinnern an die Pfleger und die Dekane aus der Zeit von 1631 bis 1795.[4]

## Wallfahrt
Bereits seit dem 11. Jahrhundert pilgerten Menschen in den Ort, somit gilt die Leonhardiwallfahrt als das älteste Leonhardifest in Niederbayern. In der heutigen Zeit werden in einem Festzug Vierspänner mit Wagen gezeigt, die die Entstehung der Wallfahrt zum Thema haben.